# Pier Gerlofs Donia

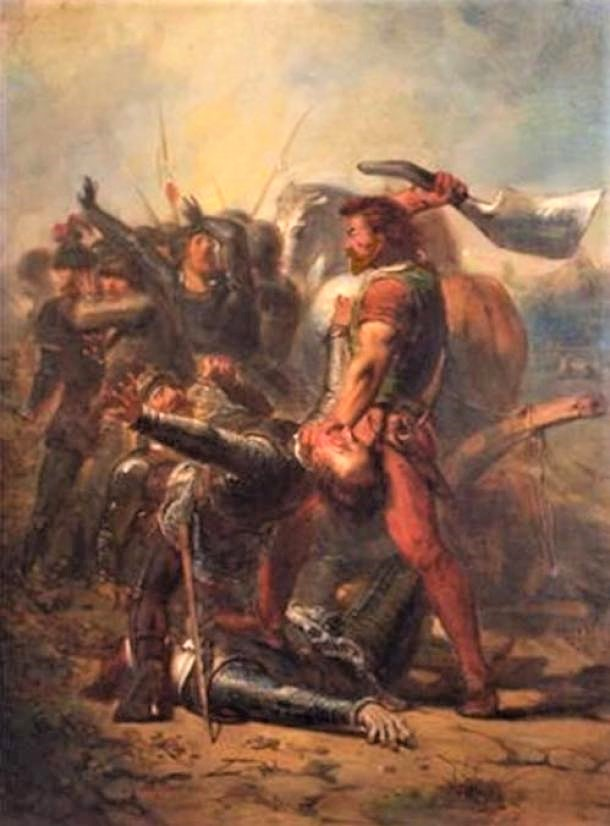
"De dapperheid van Grote Pier" (La valentía de Grote Pier), 1516, por Johannes Hinderikus Egenberger, (Arnhem 1822-Utrecht 1897).

Pier Gerlofs Donia (1480-1520) fue un guerrero frisón, además de pirata y rebelde. También es conocido por los frisones por el apodo "Grutte Pier" (el "Gran Pier"), o por la traducción neerlandesa de "Grote Pier" y "Lange Pier", o, en latín como "Pierius Magnus", que hace referencia a su legendario tamaño y fuerza. 
Actualmente su vida está sumida en la leyenda y se basa en una descripción atribuida a su contemporáneo Petrus Thaborita. Un historiador del siglo XIX, Conrad Busken Huet, escribió sobre Pier que era:

una torre de un compañero tan fuerte como un buey, de tez oscura, hombros amplios, con una larga barba negra y mostacho. Un sincero humorista ácido, que a través de lamentables circunstancias se convirtió en una horrible bestia. Aparte de la venganza personal por la sangrienta injusticia que sufrió (en 1515) con el asesinato de sus familiares y la destrucción de su propiedad, se convirtió en un luchador por la libertad de leyenda.

## Primeros años y familia
El nombre de nacimiento de Grutte Pier fue Pier Gerlofs Donia (Pier Gerlofs). Nació alrededor de 1480 en Kimswerd, cerca de las ciudades de Harligen y Wonseradeel en Frisia. Pier Gerlofs era uno de los cuatro hijos al menos que tuvieron Gerloff Piers y Fokel Sybrants Bonga, hija del noble schieringer Sybrant Doytsesz.
Pier se casó con Rintsje Syrtsema y tuvieron dos hijos, un chico al que llamaron Gerlof y una chica a la que llamaron Wobbel (ambos nacidos alrededor de 1510). Pier murió en 1520, y en 1525 la madre de Pier nombró como albacea de los niños al hermano de Pier, Sybren. Pier y su cuñado Ane Pijbes (marido de Tijdt Gerlofs) fueron socios de las tierras de Meyllemastate en Kimswerd.
Pier era descendiente directo del líder frisón Haring Harinxma (1323-1404), el Podestat schieringer de Westergo y tercer primo de Jancko Douwama.
Wijerd Jelckama a veces es descrito como el sobrino de Grutte Pier por algunos autores de los siglos XVIII y XIX. Contemporáneamente, Worp van Thabor lo identifica como Wierd van Bolsward. Autores modernos como J. J. Kalma dudan de que sea su sobrino, y Brouwer, en la Encyclopedia of Friesland, afirma que no era el sobrino de Grutte Pier, sino su "teniente".

## Rebelión
Aproximadamente a 7 kilómetros al noreste de Kimswerd (el pueblo de Donia), en la ciudad de Franeker, estaba acuartelada la Banda Negra, un regimiento de lansquenetes al servicio de Jorge de Sajonia. Este regimiento fue el encargado de reprimir la guerra civil entre los Vetkopers, que se oponían a los borgoñones y, por lo tanto, al gobierno de los Habsburgo, y los Schieringers. Los de la Banda Negra eran conocidos por la brutalidad con que combatían; cuando su paga era insuficiente, saqueaban a la población local. El 29 de enero de 1515, la Banda Negra saqueó el pueblo de Pier, violando y matando a su esposa, Rintze Syrtsema, e incendiaron tanto la iglesia del pueblo como las tierras de Pier. Buscando venganza, Pier comenzó una campaña de guerra de guerrillas contra los Habsburgo, aliándose con Carlos de Egmond, Duque de Güelders (1492-1538), el más notable oponente de los Habsburgo.

## La Revuelta de los campesinos
La banda armada de Pier, conocida como Arumer Zwarte Hoop (la "Brigada Negra de Arum"), realizó acciones de piratería contra holandeses y borgoñones. Lograron capturar muchos barcos ingleses y holandeses, principalmente en Zuider Zee (actualmente Ĳsselmeer). En 1515 libró una gran batalla, capturando 28 barcos holandeses, lo que le valió el apodo de "Cruz de los holandeses".[cita requerida] Erasmo de Róterdam criticó con gran dureza la hazaña de Grutte Pier.
Pier escogía como objetivo a los barcos que navegaban por el Zuider Zee y estuvo muy activo en 1517. Usaba sus "buques insignia" para atacar barcos en la costa oeste de Frisia, a la cual también transportaba fuerzas de Güelders estableciéndolas en Medemblik. Pier odiaba Medemblik y a sus habitantes por la ayuda que habían prestado anteriormente al ejército holandés comandado por el Duque Carlos de Borgoña, el futuro Emperador. En marzo de 1498 se reunieron en Medemblik representantes de los Schieringers con el duque Alberto III de Sajonia-Meissen para solicitarle ayuda contra los Vetkopers. El resultado fue la ocupación de Frisia por los sajones. El 24 de junio de 1517, Grutte Pier y su Arumer Zwarte Hoop, consistente en unos 4000 soldados de Frisia y Güelders, navegaron al oeste de Frisia, pasando por Enkhuizen, y desembarcaron cerca de Wervershoof para avanzar hasta Medemblik. Se apoderaron rápidamente la ciudad, matando a muchos habitantes y tomando otros como prisioneros. Algunos fueron puestos en libertad después de recibir un elevado rescate. Unos pocos huyeron hacia el castillo de Medemblik para salvarse. El gobernador del castillo, Joost van Buren, logró mantener a los agresores fuera de los muros del castillo. Al no poder conquistarlo, la Arumer Zwarte Hoop saqueó la ciudad y la prendió fuego. La ciudad, con la mayoría de las casas de madera, incluida la iglesia, el monasterio y el ayuntamiento, fue completamente arrasada. Después de esta victoria parcial, Pier y su ejército avanzaron hacia los castillos de Nieuwburg y Middleburg cerca de Alkmaar, saqueándolos y prendiéndoles fuego, dejando nada más que ruinas.
En 1517, la Arumer Zwarte Hoop ocupó el pueblo de Asperen, matando a casi todos sus habitantes. Luego usaron la fortificada ciudadela como base para expulsar al Estatúder holandés. Como respuesta a los ataques a Medemblik y Alkmaar y a la llamada a los Capitanes Generales de Amstelland, Waterland y Gooiland a defender sus territorios, el Estatúder de Holanda comenzó a armar una flota de guerra en julio de 1517. La flota quedó bajo el mando supremo de Anthonius van den Houte, Señor de Vleteren, apropiadamente llamado "Almirante de la Zuider Zee". En el nombre de Carlos V, van den Houte anunció que liberaría la región de Frisia y Güelders de la piratería. Aunque inicialmente van den Houte tuvo bastante éxito, destruyendo algunos barcos frisones cerca de Bunschoten, Grutte Pier respondió incautando 11 barcos holandeses en una batalla frente a la costa cerca de Hoorn, en 1518.
Poco después de esta victoria, Pier derrotó a 300 holandeses en Hindeloopen. Según una leyenda, Pier obligó a sus prisioneros a repetir un schibboleth para distinguir a los frisones de los infiltrados holandeses y germanos:
Mantequilla, pan y queso verde: si no lo puedes decir, es que no eres un verdadero frisón.
A Pier Grutte también se le atribuye la acuñación del viejo lema frisón "Leaver dea as slaef" ("Mejor muerto que esclavo").
A pesar de sus éxitos, Pier no pudo con el poderío de Borgoña/Habsburgo y se retiró desilusionado en 1519. Su sobrino Wierd Jelckama asumió el mando de las fuerzas de Pier. Pier murió pacíficamente en la cama de Grootzand 12 en el pueblo Frisón de Sneek el 18 de octubre de 1520. Fue enterrado en la Groote Kerk del siglo XV (también llamada Martinikerk). La tumba se encuentra en el lado norte de la iglesia.

## Fuerza y tamaño sobrehumanos
En 1791, Jacobus Kok escribió que sobre los pórticos del Nuevo Ayuntamiento de Leeuwarden se encontraron dos grandes espadas que habían pertenecido a Grutte Pier y a su sobrino Wijard Jelckama. Donia destacaba por la capacidad que tenía de manejar esta gran espada con la que era capaz de decapitar a varias personas de un solo golpe.
Hoy en día una gran Zweihänder, que se dice que perteneció a Pier, se encuentra expuesta en el Museo Frisón de Leeuwarden. Mide 2,15 metros de largo y pesa alrededor de 6,6 kilogramos. Para poder tener un arma como está en las manos, es necesario ser un hombre de gran estatura y bastante fuerza física. La gente cree que debía de medir al menos 2 metros de altura. También se decía que Pier era tan fuerte que era capaz de doblar monedas usando tan solo el pulgar, el índice y la mitad de la palma de la mano. En el Ayuntamiento de Sneek se conserva un enorme casco que dicen que le perteneció.

## Cultura popular
La legendaria figura de Grote Pier como héroe o villano se ha remarcado con el paso de los siglos y con la aparición de sus hazañas en libros, poemas, canciones y, más recientemente, en la televisión.

### Gysbert Japicx
El poeta frisón del siglo XVII Gysbert Japiks (1603-1666) escribió en su composición "Tjesck Moars See Aengste" (Abuelas del Mar Angustia), los siguientes versos en veneración a Grote Pier (traducido al inglés por Tall Peter):
Te voy a seguir, noble Pedro,
Tú fuiste mucho más noble y superior,
Que el más noble, señor protector del hogar,
Batallando como un ancestral romano,
Por su tierra con su esposa,
Al que persiguió con fuego y espada.

### Fivefal
Las historias sobre Pier se han convertido en leyendas con nexos comunes con otras historias de otros poderosos hombres de la literatura germánica heroica. Por ejemplo, una historia dice que Pier araba la tierra tirando él mismo del apero en lugar de usar caballos. Otra historia dice que podía levantar un caballo por encima de su cabeza. Fivefal es el nombre en frisón de una antigua leyenda frisia. La historia cuenta cómo Pier mató a cinco mercenarios holandeses enviados para asesinarle:
Grutte Pier fue un guerrero muy fuerte. Una vez que estaba arando con el caballo enganchado delante del antiguo arado de madera, un desconocido se le acercó y le preguntó: "¿Sabe usted dónde vive Grutte Pier?" Entonces Grutte Pier desenganchó el arado del caballo y lo cogió con la mano derecha, se levantó del suelo y señaló con el arado la casa. Dijo: "Mira, vive allí." Y con la mano izquierda se golpeó el pecho y dijo: "Y aquí está."[cita requerida]
Se dice que Pier mató a los mercenarios en sus tierras de Kimswerd. El lugar donde mató a los cinco es conocido como Fivefal (cinco caídos).

### Televisión
En los años 70, en la serie holandesa Floris, Donia era uno de los personajes, interpretado por el actor Hans Boskamp. Aunque era un villano enemigo del protagonista, muchos niños conocieron algo sobre Donia, aunque de forma históricamente incorrecta, y trajo de nuevo el nombre de Grutte Pier a la cultura popular. También fue un importante personaje en la adaptación en alemán de la serie, aunque siempre menos popular que en los Países Bajos.

### Deportes
El Greate Pier Rugby Club en Leeuwarden, que juega en la liga regional, lleva el nombre de Donia Muchos otros clubs[cita requerida] y varios barcos también. Además hay una Copa de Vela de tipo Skutsje que se celebra anualmente en Frisia.